# Polyzonus nitidicollis
Polyzonus nitidicollis är en skalbaggsart som beskrevs av Maurice Pic 1932. Polyzonus nitidicollis ingår i släktet Polyzonus och familjen långhorningar.
Artens utbredningsområde är Laos. Inga underarter finns listade i Catalogue of Life.